# فيليكس ميسيل
فيليكس ميسيل (بالإسبانية: Félix Ángel)‏ هو رسام كولومبي، ولد في 20 سبتمبر 1949 في ميديلين في كولومبيا.